# ألفرد جيبس
ألفرد جيبس (بالإنجليزية: Alfred Gibbs)‏ هو ضابط أمريكي، ولد في 22 أبريل 1823 في أستوريا، كوينز في الولايات المتحدة، وتوفي في 26 ديسمبر 1868 في Fort Leavenworth ‏ في الولايات المتحدة.